# Детрик
Детрик (словац. Detrík) — село в Словаччині, у Врановському окрузі Пряшівського краю. Розташоване в північно-східній частині Словаччини в південній частині Низьких Бескидів на захід від водоймища Велика Домаша.
Уперше згадується у 1363 році.

## Пам'ятки
У селі є греко-католицька церква святого Архангела Михаїла (1812).

## Населення
| Рік:            | 1994. | 2004.    | 2014.   | 2024.   |
| --------------- | ----- | -------- | ------- | ------- |
| Кількість осіб: | 59    | 51       | 52      | 49      |
| Різниця:        |       | -13,55 % | +1,96 % | -5,76 % |

| Рік:            | 2023. | 2024.   |
| --------------- | ----- | ------- |
| Кількість осіб: | 51    | 49      |
| Різниця:        |       | -3,92 % |

У селі проживає 53 осіб.
Національний склад населення (за даними перепису 2001 року):
- словаки — 100,0%

Склад населення за приналежністю до релігії станом на 2001 рік:
- греко-католики — 89,09%,
- римо-католики — 5,45%,
- православні — 5,45%,